# Nová Ves (Slovacchia)
Nová Ves (in ungherese Kürtösújfalu) è un comune della Slovacchia facente parte del distretto di Veľký Krtíš, nella regione di Banská Bystrica.